# Star Trek (animovaný seriál)
Star Trek (pro rozlišení často v originále označovaný jako Star Trek: The Animated Series) je americký animovaný sci-fi televizní seriál, v pořadí druhý z řady seriálů ze světa Star Treku. Jeho autorem je Gene Roddenberry, tvůrce celého Star Treku. Premiérově vysílán byl v letech 1973–1974 na stanici NBC, celkem vzniklo 22 dílů ve dvou řadách. Jeho děj je zasazen do let 2269–2270 a navazuje tak na původní hraný seriál, jehož herci v animovaném seriálu nadabovali stejné postavy. Sleduje příběh hvězdné lodi USS Enterprise (NCC-1701), která zkoumá neznámý vesmír, navazuje kontakty s dalšími mimozemskými druhy a čelí nejrůznějším hrozbám. Velícím důstojníkem Enterprise je kapitán James T. Kirk (William Shatner), jeho zástupcem komandér Spock (Leonard Nimoy).

## Příběh
Seriál sleduje osudy hvězdné lodi USS Enterprise (NCC-1701) pod velením kapitána Kirka, která v rámci své pětileté mise zkoumá neznámé části Galaxie.

## Obsazení
Hlavní role
- William Shatner (český dabing: Pavel Šrom) jako kapitán James T. Kirk
- Leonard Nimoy (český dabing: Lukáš Hlavica) jako komandér Spock
- DeForest Kelley (český dabing: Miloš Hlavica) jako doktor Leonard McCoy

Vedlejší role
- George Takei (český dabing: ?) jako poručík Hikaru Sulu
- Nichelle Nicholsová (český dabing: Valérie Zawadská) jako poručík Nyota Uhura
- Majel Barrettová (český dabing: ?) jako sestra Christine Chapelová a jako poručík M'Ress
- James Doohan (český dabing: ?) jako nadporučík Montgomery Scott a jako poručík Arex

## Produkce

### Vývoj
Po velkém úspěchu seriálu Star Trek na přelomu šedesátých a sedmdesátých let 20. století začala televizní společnost NBC pochybovat, zda bylo správné se ho tak rychle zbavit. Někteří představitelé televize se rozhodli, že by bylo vhodné natočit další pokračování úspěšného seriálu, ale společnost Paramount Pictures, která vlastnila k seriálu práva, s tímto záměrem nesouhlasila. Bylo by totiž nutné znovu postavit veškeré kulisy a vyrobit rekvizity, což by znamenalo nemalé finanční výdaje. Celý tento projekt byl proto zrušen.
O Star Trek však začala projevovat zájem studia, která se zabývala animovanými filmy, protože pro tento typ filmů byl Star Trek takřka ideálním dílem – epizodní příběhy se skupinkou stejných postav v prostředí, které se opakuje. Nicméně ani o tento formát nikdo nestál, protože by to znamenalo zaměření se na dětského diváka a původní seriál byl orientován spíše na mladé dospívající publikum.
V roce 1973 se však titulu chopila společnost Filmation, založená roku 1963 Normanem Prescottem, Lou Scheimerem a Halem Sutherlandem, která se zpočátku zabývala reklamou a do světa animovaného filmu pronikla kreslenou adaptací příběhů o Supermanovi z roku 1965. Tato společnost plánovala natočit přímé pokračování se vším, co k němu patřilo. Všechno, co bylo v hraném seriálu, mělo být i v seriálu animovaném s vyladěním všech detailů.

### Natáčení
Tvůrci ze studií Filmation chtěli, aby bylo dosaženo co největší autentičnosti a zachována kontinuita s hraným seriálem. Proto také nabídli spolupráci jeho autorovi, Geneovi Roddenberrymu. Ten nabídku přijal a do výroby povolal několik úspěšných scenáristů z původního seriálu, mezi nimi Davida Gerralda nebo D. C. Fontanu, která se ujala postu producenta.
Bylo také rozhodnuto, že animované postavy budou nadabovány svými živými protějšky, nicméně George Takei a Nichelle Nicholsová v rolích Sulua a Uhury se na seriálu podílet neměli. S tím ale nesouhlasil Leonard Nimoy, který se tím pádem na seriálu také podílet nechtěl. A protože úspěch původního seriálu stál do značné míry na postavě Spocka, muselo nakonec studio ustoupit. Jedna postava z původního seriálu se však do animovaného nedostala. Byl jím Čechov, a tak jeho představitel Walter Koenig alespoň napsal scénář k epizodě „Nesmrtelný Vulkánec“.
Na seriálu bylo znát, že má jen omezený rozpočet, hlavně v tom, že většinu vedlejších postav dabovali sami hlavní hrdinové, v čemž vynikal hlavně James Doohan coby inženýr Scott a také Majel Barrettová coby sestra Christine Chapelová, kteří namluvili i dvě další hlavní postavy, Arexe a M'Ress. Postavy byly animovány velmi jednoduchou technikou, i tak jsou ale snadno identifikovatelné. Samotná loď Enterprise byla překreslena z původních filmových pásů okénko po okénku, čímž byl zachován duch původního seriálu.
Všechna přesnost po animované stránce však vyhnala cenu jednoho dílu až na 75 000 dolarů, což byla v té době pro animovaný seriál závratná cena. Ani při této ceně se to ale nemohlo rovnat obnosům, za něž se natáčel původní seriál. I tak se ale tento seriál se svou délkou 16 epizod, ke kterým bylo nakonec přiobjednáno ještě 6 dalších, stal do té doby nejdražším kresleným seriálem. Práce na jedné epizodě pak trvaly v průměru tři měsíce, protože v té době nešla výroba animovaného filmu nijak urychlit. A protože se používalo 6 okének za sekundu, místo běžných 24, působí seriál poněkud staticky.
Velkou výhodou byla možnost ukázat věci, které v původním hraném seriálu jednoduše ukázat možné nebylo. Proto se zde hrdinové setkávají s rasami nehumanoidními (například létající tvorové, inteligentní rostliny, vícekončetinoví cizinci), kosmickými loděmi, které v původním seriálu téměř chybí, a také s rozmanitými typy krajin, budov a měst.

## Vysílání
| Řada | Díly | Premiéra v USA | Premiéra v USA | Premiéra v ČR  | Premiéra v ČR  |
| Řada | Díly | První díl      | Poslední díl   | První díl      | Poslední díl   |
| ---- | ---- | -------------- | -------------- | -------------- | -------------- |
| 1    | 16   | 8. září 1973   | 12. ledna 1974 | 28. září 1997  | 11. ledna 1998 |
| 2    | 6    | 7. září 1974   | 12. října 1974 | 18. ledna 1998 | 22. února 1998 |

Premiéra animovaného seriálu Star Trek proběhla na televizní stanici NBC dne 8. září 1973, sedm let od uvedení původního hraného seriálu, v sobotním ranním čase určeném pro děti. První, šestnáctidílná řada byla ukončena 12. ledna 1974. Byla objednána i druhá řada, která sestává ze šesti epizod. Ta byla premiérově odvysílána v září a říjnu 1974.
V Česku byl animovaný seriál Star Trek premiérově odvysílán na televizi Nova v letech 1997–1998, režisérem českého dabingu byl Václav Knop.

## Přijetí
V roce 1975 získal animovaný seriál Star Trek cenu Emmy pro nejlepší dětský seriál.